# Li Yundi

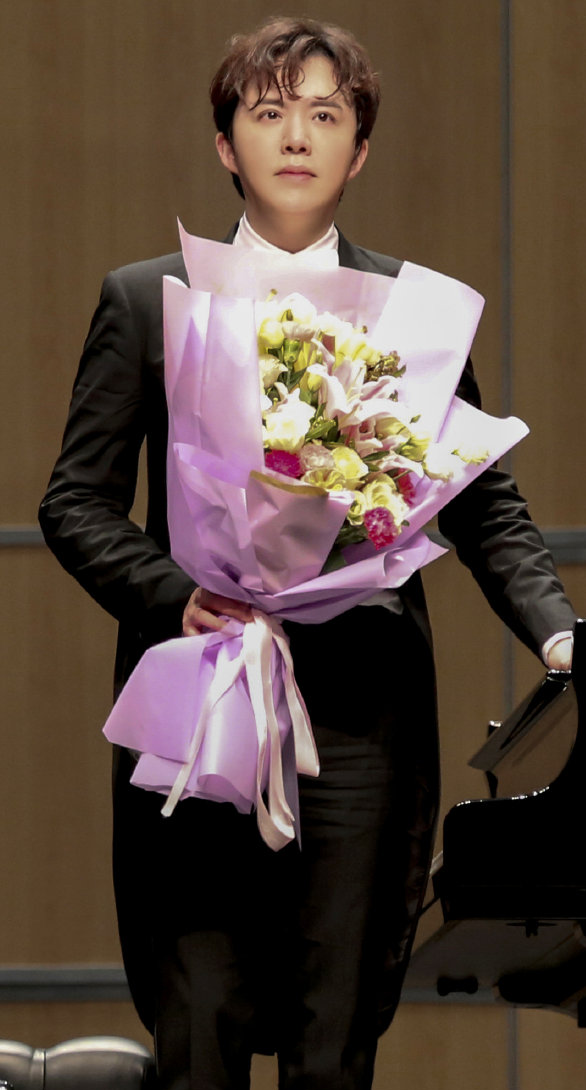
Li Yundi

Li Yundi (chinesisch 李云迪, Pinyin Lǐ Yúndí, IPA: [lì jy̌nd̥ǐ]) (* 7. Oktober 1982 in Chongqing, Volksrepublik China), auch unter dem Mononym Yundi (stilisiert als YUNDI) bekannt, ist ein chinesischer Pianist. Er erlangte Bekanntheit, indem er im Alter von achtzehn Jahren als jüngster Pianist den ersten Platz beim Internationaler Chopin-Wettbewerb im Jahr 2000 errang. Im Jahr 2015 übernahm er zudem die Rolle des bisher jüngsten Jurors dieses renommierten Wettbewerbs.
Yundi ist insbesondere für seine Interpretation von Chopin und Liszt bekannt. Yundi wird von vielen als Meister in Chopin angesehen. An Anerkennung seiner Beiträge zu Chopin-Stücken hat die polnische Regierung Li mit dem ersten Chopin-Pass der Welt ausgezeichnet (Chopinowskie paszporty). Yundi ist auch der erste chinesische Empfänger sowohl der Silbermedaille (2010) als auch der Goldmedaille (2019) für Gloria-Artis-Medaille für kulturelle Verdienste, die vom Ministerium für Kultur und nationales Erbe der polnischen Regierung vergeben wird, in Anbetracht seiner Beiträge zum polnischen Kultur. Im Jahr 2010 wurde Li von dem Fryderyk Chopin Institut eingeladen, bei The Memory Recital von Chopins 200. Geburtstag zu spielen, um das 200. Geburtstagsjubiläum von Fryderyk Chopin zu feiern.

## Leben
Li Yundi, Sohn von Li Chuan und Zhang Xiaolu, die bei der Sichuan Chongqing Steel and Iron Company arbeiteten, zeigte schon in seiner Kindheit ein starkes Interesse an Musik. Mit drei Jahren begann er, Akkordeon zu spielen, und gewann bereits mit vier Jahren den Chongqing Kinder-Akkordeonwettbewerb. Li Yundi begann erst im Alter von sieben Jahren mit dem Klavierspiel. Bereits nach zwei Jahren wechselte er zu Dan Zhaoyi, einem der berühmtesten Klavierlehrer Chinas, bei dem Li Yundi neun Jahre lang lernte. Seit 1994 studierte er an der Shenzhen Arts School, bis er 2000 den Internationalen Chopin-Wettbewerb gewann. Anschließend studierte er von 2001 bis 2006 bei Arie Vardi an der Hochschule für Musik, Theater und Medien in Hannover, Deutschland.
Er hat sein Studium an der Hochschule für Musik, Theater und Medien Hannover absolviert und den höchsten Abschluss als Konzertpianist erworben.

## Karriere
Im Jahr 2001 wurde Yundi als erster chinesischer Pianist von der Deutschen Grammophon unter Vertrag genommen und veröffentlichte sein erstes Album „Yundi Li: Chopin“ bei diesem Label. Die CD wurde zuerst in Japan veröffentlicht und mit Begeisterung aufgenommen. Seine zweite Aufnahme von Liszt für Deutsche Grammophon, bei denen er bis November 2008 exklusiv aufnahm, wurde im August 2003 veröffentlicht und von der New York Times als „Beste CD des Jahres“ ausgezeichnet. Seine dritte Aufnahme, bestehend aus Chopins vier Scherzi und drei Impromptus, erschien Ende 2004.
Yundis Debüt in den Vereinigten Staaten fand im Juni 2003 in der Carnegie Hall statt, als Teil der 150-Jahr-Feier von Steinway and Sons. Sein Konzertdebüt in den USA erfolgte im darauffolgenden Monat mit Chopins Klavierkonzert Nr. 1. Zudem wurde er bei einem speziellen Empfang im Haus des chinesischen Botschafters in den Vereinigten Staaten geehrt, wo er für verschiedene Beamte des US-Außenministeriums spielte. Yundi gab auch ein Klavierrezital im renommierten Musikverein in Wien, bei dem er Werke von Mozart, Scarlatti, Schumann und Liszt spielte. Im November 2006 erhielt er die Wohnsitzberechtigung in Hongkong im Rahmen des Quality Migrant Admission Scheme.
Yundi ist Gegenstand einer Dokumentation aus dem Jahr 2008 mit dem Titel „The Young Romantic: Yundi Li“, die seine Zusammenarbeit mit dem Dirigenten Seiji Ozawa und sein Debüt mit den Berliner Philharmonikern zeigt. 2008 trat er auch als Künstler der Pennington Great Performers-Serie mit dem Baton Rouge Symphony Orchestra auf.
Im Januar 2010 unterzeichnete Yundi einen exklusiven Aufnahmevertrag mit EMI Classics mit Plänen, das Gesamtwerk für Soloklavier von Frédéric Chopin aufzunehmen. Im Mai 2012 unterzeichnete er offiziell bei der Universal Music Group und arbeitete erneut mit Deutsche Grammophon zusammen. In 2013 veröffentlichte er ein neues Album, das drei Sonaten von Beethoven beinhaltet. Dieses Album erreichte Platin-Status.
Yundi gab ein Solokonzert in der Royal Festival Hall in London am 16. März 2010. 2015 kehrte er in die Carnegie Hall zurück und tourte mit dem National Youth Orchestra of the United States als Solist. Die Gruppe setzte ihre Tournee in sieben chinesischen Städten fort, die in Hongkong endete.
Im Mai 2017 nahm Yundi an der Eröffnungszeremonie des Yundi Art Museums teil, das sich im Chongqing Huangjueping Piano Museum befindet. Dieses Museum zeigt mehrere Klaviere aus verschiedenen Phasen seiner Karriere, einschließlich seines ersten Klaviers, sowie eine Sammlung seiner Auszeichnungen, Alben und Fotos und einen High-Tech-Erlebnispavillon.
Im August 2023 kündigte Yundi seine Tournee '2023 Australia Coming Back Tour: Yundi Li Plays Mozart Sonatas Project 1' an. Die Tournee fand statt und umfasste Konzerte in der Adelaide Town Hall am 28. Oktober 2023, im Queensland Performing Arts Centre am 1. November 2023 und in der Sydney Opera House am 4. November 2023. Seine Comeback-Tournee wurde als hervorragend und äußerst erfolgreich bewertet.
Im Frühjahr 2024 wird Yundi auf eine Europa- und Welttournee gehen, bei der er sein sorgfältig zusammengestelltes Programm „MOZART sonatas project 1“ präsentiert. YUNDI wird drei der berühmten 18 Sonaten Mozarts sowie die Fantasie (K. 331, K. 310, K. 457, K. 475) spielen.

### Mit DG (Deutsche Grammophon)
Im Jahr 2001 unterzeichnete Yundi als erster chinesischer Pianist den Vertrag mit Deutsche Grammophon, woraufhin sein Debütalbum „Yundi Li: Chopin Recital“ unter diesem renommierten Label veröffentlicht wurde. Die CD wurde zunächst in Japan veröffentlicht und erhielt dort eine heiße Aufnahme. Das Magazin Gramophone lobte das Album mit den Worten: „Sein unbestreitbarer Triumph spiegelt sich akribisch auf seinem Debütalbum bei DG in Performance um Performance wider. Alles ist auf natürliche und beneidenswerte Weise ausgewogen (eine seltene, aber notwendige Eigenschaft im stets entziehenden Chopin), alles getragen von einem Stil und einer Haltung, die weit über seine Teenagerjahre hinausreichen...“
Yundis zweite Aufnahme von Liszt für Deutsche Grammophon, exklusiv bis November 2008, wurde im August 2003 veröffentlicht und von der New York Times als „Beste CD des Jahres“ gewürdigt. Diese Aufnahme erhielt den Deutschen Echo Album Solo Award, den niederländischen Edison Award und den Chinese Gold Record Award. Harris Goldsmith von Musical America beschrieb die Aufnahme als vielleicht die beste Interpretation von Liszts h-Moll-Sonate, die er je gehört habe, und als Meisterleistung von einem der größten Talente der letzten Jahrzehnte. Yundis dritte Aufnahme „Chopin: Scherzo/Impromptus“ mit den vier Scherzo und drei Impromptus von Chopin wurde Ende 2004 veröffentlicht. Anthony Tommasini von der New York Times lobte Yundis „glühende Virtuosität“ und „unglaubliche Klarheit“. Deutsche Grammophon veröffentlichte Yundis Aufnahme der Beethovensonaten am Ende 2012. Diese wurde als eines der „Alben des Jahres 2013“ von Classic FM ausgezeichnet und erreichte Platin-Status in China. Zusätzlich trat Yundi in einem Konzert im renommierten Wiener Musikverein auf, wo er Werke von Mozart, Scarlatti, Schumann und Liszt darbot.
Im April 2004 schloss Yundi seine Nordamerika-Debüt-Rezital-Tournee erfolgreich ab, die aus ausverkauften Vorstellungen in Boston, Vancouver, San Francisco und New York bestand. Sein New Yorker Rezital Debüt erfolgte am 24. April 2004 im Metropolitan Museum of Art, wo er die Scherzos von Chopin und die Sonate von Liszt zum Besten gab. In seiner Kritik zu diesem Konzert schrieb Allan Kozinn von der New York Times: „Herr Li zeichnet sich durch ein poetisches, tief durchdachtes Klavierspiel aus, das ohne überflüssige Gesten und Körpersprache dargeboten wird. Eines wurde durch Herrn Lis Darbietung deutlich: Dass eine sorgfältige Interpretation genauso virtuos und aufregend sein kann wie die effekthascherische Variante.“
Yundi erhielt im November 2006 die Residenz in Hongkong, als einer der ersten Erfolgreichen des „Quality Migrant Admission Scheme“.
2007 wurde er der erste chinesische Pianist, der live mit den Berliner Philharmonikern und Seiji Ozawa aufnahm. Die Veröffentlichung von Deutsche Grammophon mit Prokofievs Klavierkonzert Nr. 2 und Ravels Klavierkonzert in G-Dur erhielt begeisterte Kritiken und wurde zum Bestseller. Sie wurde vom Gramophone Magazin als „Editor's Choice“ ausgezeichnet und vom New York Times als eine der besten klassischen CDs des Jahres gelobt.
Yundi ist das Thema des 2008 erschienenen Dokumentarfilms „The Young Romantic: A Portrait of Yundi“, unter der Regie von Barbara Willis Sweete. Der Film „erfasst die poetische Intensität dieses jungen Virtuosen, während er mit dem großen Maestro Seiji Ozawa zusammenarbeitet, um sich auf sein Debüt mit den Berliner Philharmonikern vorzubereiten...“ Im selben Jahr trat er als Künstler der Pennington Great Performers-Serie mit dem Baton Rouge Symphony Orchestra auf.

### Mit EMI
Im Januar 2010 unterzeichnete Yundi einen exklusiven Aufnahmevertrag mit EMI Classics, um das gesamte Werk für Solo-Piano von Frédéric Chopin aufzunehmen.
Am 16. März 2010 gab Yundi ein ausverkauftes Solo-Konzert in der Royal Festival Hall in London, bei dem er ein Repertoire von Chopin-Stücken präsentierte.

### Mit UMG (Universal Music Group)
Im Mai 2012 unterzeichnete Yundi offiziell einen Vertrag mit der Universal Music Group und kehrte zur Zusammenarbeit mit der Deutschen Grammophon zurück. Daraufhin veröffentlichte er Aufnahmen von Beethovens Klaviersonaten, Beethovens „Emperor Concerto“, Schumanns „Fantasie“, „The Art of Yundi“, Chopins „Prélude“, sowie Chopins „Balladen“, „Berceuse“ und „Mazurkas“.
Am 19. August 2013 startete Yundi seine nationale Tournee „Piano Dream“ in seiner Heimatstadt Chongqing und brachte seine Musik in den nächsten 80 Tagen in 30 Städte, überwiegend in zweiten oder dritten Rangstädten. In Bezug auf Fragen von Medien und Publikum betonte Yundi, dass es für ihn nicht abwertend sei, in Städten zweiten oder dritten Ranges aufzutreten, und dass ihn die weniger idealen Bedingungen mancher Konzertsäle nicht störten. Er wolle einfach mehr Menschen die Gelegenheit bieten, die Schönheit der klassischen Musik zu schätzen.
Im Juli 2015 trat Yundi als Gast-Solist bei einer neun Konzerte umfassenden Tournee mit dem National Youth Orchestra of the United States unter der Leitung von Charles Dutoit auf. Diese Tour markierte hauptsächlich die Debütauftritte des Orchesters in Asien, begann am Performing Arts Center des Purchase College und endete in Hongkong, mit der Carnegie Hall als zweitem Stopp. Die restlichen sechs Konzerte fanden in Festlandchina statt.
Am 30. Oktober 2015 führte Yundi Chopins Klavierkonzert Nr. 1 in Seoul, Korea, mit dem Sydney Symphony Orchestra auf. Obwohl er einen falschen Weg einschlug und im falschen Tutti landete, wiederholte Li das Stück später mit großem Erfolg. Die Aufführung erhielt großzügigen Applaus, und es wurde berichtet, dass Yundi die Bühne erst nach dem Ende des Konzerts verließ. Der Konzertmeister des Sydney Symphony Orchestra, Andrew Haveron, kommentierte eine nicht autorisierte Aufnahme des Konzerts online und bedauerte, dass dies der einzige verfügbare Ausschnitt sei. Yundi entschuldigte sich später über sein Weibo-Konto für die Fehler und dankte dem Orchester und dem Dirigenten für ihre Unterstützung.
Im Mai 2017 nahm Yundi an der Eröffnungszeremonie des Yundi Art Museum im Chongqing Huangjueping Piano Museum teil. Das Museum präsentiert Klaviere aus verschiedenen Phasen von Yundis Karriere, sein erstes Klavier, Auszeichnungen, Alben und Fotos sowie einen High-Tech-Erlebnispavillon.
Von 29. August bis 5. September 2017 leitete Yundi das Warschauer Philharmonische Orchester auf einer fünfstädtigen Konzerttournee in China, wo er Chopins Konzerte Nr. 1&2 sowohl als Pianist als auch Dirigent aufführte – seine erste Erfahrung am Dirigentenpult. Diese Tournee markierte den Auftakt zu einer Reihe von Veranstaltungen, die dem 100. Jahrestag der Wiedererlangung der Unabhängigkeit Polens gewidmet waren.
Im November 2017 unternahm Yundi eine Tournee, bei der er Mozarts Klavierkonzert Nr. 23 in A-Dur, K488, mit der Staatskapelle Dresden in Deutschland und China spielte. Am 3. November trat er zudem in einem Live-Konzert im Nationalen Aquatics Center in Peking auf, um die League of Legends World Championship 2017 zu feiern.
2018 feierte Yundi sein erfolgreiches Debüt in Australien und Neuseeland. In einer Serie ausverkaufter Konzerte führte er mit lokalen Orchestern Chopins Konzerte Nr. 1&2 als Solist und Dirigent auf.

### Mit Warner Classics
Im Dezember 2019 schloss Yundi einen Vertrag mit Warner Classics. Kurz darauf veröffentlichte er im Januar 2020 unter diesem Label ein neues Album mit Chopins Klavierkonzerten Nr. 1 & 2. Bei dieser Aufnahme übernahm er nicht nur das Klavierspiel, sondern dirigierte auch das Warschauer Philharmonische Orchester vom Klavierhocker aus. Donald Vroon von der American Record Guide wählte dieses Album als eines der „Besten von 2020“. Das International Piano Magazine bezeichnete die Aufnahme als „aristokratischen Chopin“, stets klar, elegant und eloquent, ohne Überbetonung, und lobte Yundi als einen der Besten mit einer beeindruckenden Interpretation des zentralen Liebeslieds im F-Moll-Konzert.

### 2023 Australien Coming Back -Tour: Yundi spielt Mozart-Sonaten Projekt 1
Im August 2023 kündigte Yundi seine bevorstehende Tournee an: „2023 Australien Coming Back Tour: Yundi spielt Mozart-Sonaten Projekt 1“. Die festgelegten Termine umfassen die Adelaide Town Hall am 28. Oktober 2023, das Queensland Performing Arts Centre am 1. November 2023, und die Sydney Opera House am 4. November 2023. Yundis Coming Back Tour wurde als herausragend und äußerst erfolgreich bewertet.

## Erfolge und Auszeichnungen

### Wettbewerbe
Yundi wurde mit Spitzenauszeichnungen bei verschiedenen Wettbewerben geehrt.
Yundi gewann im Jahr 1998 den internationalen Missouri Southern Klavierwettbewerb (Junior Division), sowie ein Jahr später den dritten Platz beim internationalen Franz-Liszt-Klavierwettbewerb in Utrecht. Im gleichen Jahr gewann er auch den internationalen chinesischen Klavierwettbewerb. 1999 war er Gewinner der Goldmedaille beim internationalen Gina Bachauer Young Artists Klavierwettbewerb.
Im Oktober 2000 nahm Yundi auf Drängen des chinesischen Kultusministeriums am 14. Internationalen Chopin-Wettbewerb in Warschau teil. Nach zwei Wettbewerben 1990 und 1995, bei denen kein erster Preis vergeben wurde, war er seit 15 Jahren der erste Gewinner des ersten Preises. Außerdem war er mit 18 Jahren der jüngste Preisträger und der erste chinesische Pianist, der diesen bedeutenden Preis gewann. Yundi wurde auch der „Polonaise Award“ der Chopin-Gesellschaft für sein Klavierspiel bei diesem Wettbewerb verliehen.

### Auszeichnungen und Ehrungen
Im Jahr 2003, seine Veröffentlichung Album „Liszt“ erhielt den deutschen Echo Klassik Solistische Einspielung des Jahres, den niederländischen Edison Award sowie den chinesischen Gold Record Award. Zudem wurde sie von der New York Times als „Jahresempfehlung“ ausgezeichnet.
Im Jahr 2005 wurde Yundi als „Bester neuer klassischer Künstler“ bei den ersten jährlichen XM Nation Music Awards von XM Satellite Radio ausgezeichnet.
Im Jahr 2006 wurde Yundi als Preisträger des NORD/LB Artist Award.
Im Mai 2010 erhielt Yundi vom polnischen Ministerium für Kultur und nationales Erbe die Gloria-Artis-Medaille für kulturelle Verdienste in Silber als Anerkennung für seinen Beitrag zur polnischen Kultur.
2015, im Alter von 33 Jahren, fungierte Yundi als der jüngste Juror in der Geschichte des Internationalen Chopin-Klavierwettbewerbs, beim XVII. Wettbewerb.
Im Oktober 2019 wurde Yundi von der polnischen Regierung mit der Goldmedaille Gloria-Artis-Medaille für kulturelle Verdienste ausgezeichnet.
2022 wurde Yundi in den Ehrenrat des Summa Cum Laude Festival berufen.

## Kontroverse
Verhaftung wegen mutmaßlicher Prostitution：Es besteht die Möglichkeit einer rechtlichen Fehldarstellung.
Am 21. Oktober 2021 wurde Li aufgrund eines Hinweises von öffentlichen Informanten, die als die „Chaoyang-Massen“ bezeichnet wurden, von der Pekinger Polizei unter dem Verdacht der Anwerbung einer Prostituierten in Gewahrsam genommen. Gemäß chinesischem Recht könnte Li für bis zu 15 Tage inhaftiert und mit bis zu 5000 RMB (782 US-Dollar) bestraft werden, da er mutmaßlich illegal sexuelle Dienstleistungen in Anspruch genommen hat. In der Folge erklärte die Chinesische Musiker-Assoziation, Yundis Mitgliedschaft zu widerrufen. Jerome A. Cohen, ein Rechtsprofessor der New York University mit Spezialisierung auf chinesisches Recht, bezeichnete die „mangelnde Transparenz“ bezüglich seines Falls als „besorgniserregend“ und wies darauf hin, dass Prostitution eine „traditionelle Anschuldigung der Kommunistischen Partei gegen politische Gegner“ sei. Laut The Guardian gibt es bisher keine Beweise dafür, dass die Inhaftierung politisch motiviert ist.
Am 16. März 2022 veröffentlichte das Justizministerium der Vereinigten Staaten, das einen Hinweis darauf enthält, dass „die diffamierenden Informationen über den Pianist möglicherweise konstruiert wurden“. Verschiedene Nachrichtenquellen.berichteten, dass sich „der Pianist“ offenbar auf Yundi bezieht.

## Diskografie
Yundi Li war am Anfang seiner Karriere Exklusivkünstler der Deutschen Grammophon Gesellschaft. Um 2010 wechselte er zu EMI. 2012 kehrte er zur Deutschen Grammophon zurück
- 2002: Chopin (Sonate h-Moll, Andante spianato & Grande Polonaise brillante, Etudes, Nocturnes, Fantaisie-Impromptu)
- 2003: Liszt (Sonate h-Moll, la Campanella etc.)
- 2004: Chopin (4 Scherzi, 3 Impromptus)
- 2005: Vienna Recital (Scarlatti, Mozart, Schumann, Liszt)
- 2005: DVD: Chopin Scherzi, Liszt Sonate h-Moll
- 2007: Liszt, Chopin: Klavierkonzerte No. 1
- 2008: Prokofieff: Klavierkonzert No. 2, Ravel: Klavierkonzert in G-Dur
- 2009: Yundi - The Young Romantic (Frédéric Chopin: Scherzo op.20, Scherzo op.31, Scherzo op.39, Scherzo op.54; Franz Liszt: Grandes Études de Paganini: La Campanella)
- 2010: Live in Beijing
- 2010: Frédéric Chopin, Sämtliche Nocturnes
- 2011: Yundi: the Red Piano (Xian Xinghai: The Yellow River Piano Concerto; Zhang Zao, Wang Jianzhong: 15 chinesische Volkslieder)
- 2012: Yundi: Beethoven Klaviersonaten （Appassionata, Mondscheinsonate, Pathétique）
- 2014: Yundi: Beethoven Klavierkonzert Nr.5 (Yundi, Berliner Philharmoniker, Daniel Harding) sowie Robert Schumann: Fantasie C-Dur op. 17
- 2015: Yundi: Chopin Preludes (24 Préludes, Op.28, Prélude No.25 in C Sharp Minor, Op.45, Prélude No.26 In A Flat Major, Op.Posth.)
- 2016: Yundi: Chopin Ballades, Berceuse, Mazurkas op. 17
- 2019: Klavierkonzerte von Frédéric Chopin 1. & 2. : Warschau Philharmoniker Orchestra & Yundi dirigiert
- 2024: YUNDI MOZART: the Sonata Project Salzburg (erscheint am 5. April 2024)